# Ncojane
Ncojane est une ville du Botswana qui se situe dans le désert du Kalahari dans le district de Ghanzi à environ 20km à l'est du Namibie.